# Gare de La Suze
La gare de La Suze est une gare ferroviaire française de la ligne du Mans à Angers-Maître-École, située sur le territoire de la commune de La Suze-sur-Sarthe, dans le département de la Sarthe en région Pays de la Loire.
Elle est mise en service en 1863 par la compagnie des chemins de fer de l'Ouest. C'est aujourd'hui une gare de la Société nationale des chemins de fer français (SNCF), desservie par des trains TER Pays de la Loire circulant entre Le Mans et Angers-Saint-Laud.

## Situation ferroviaire

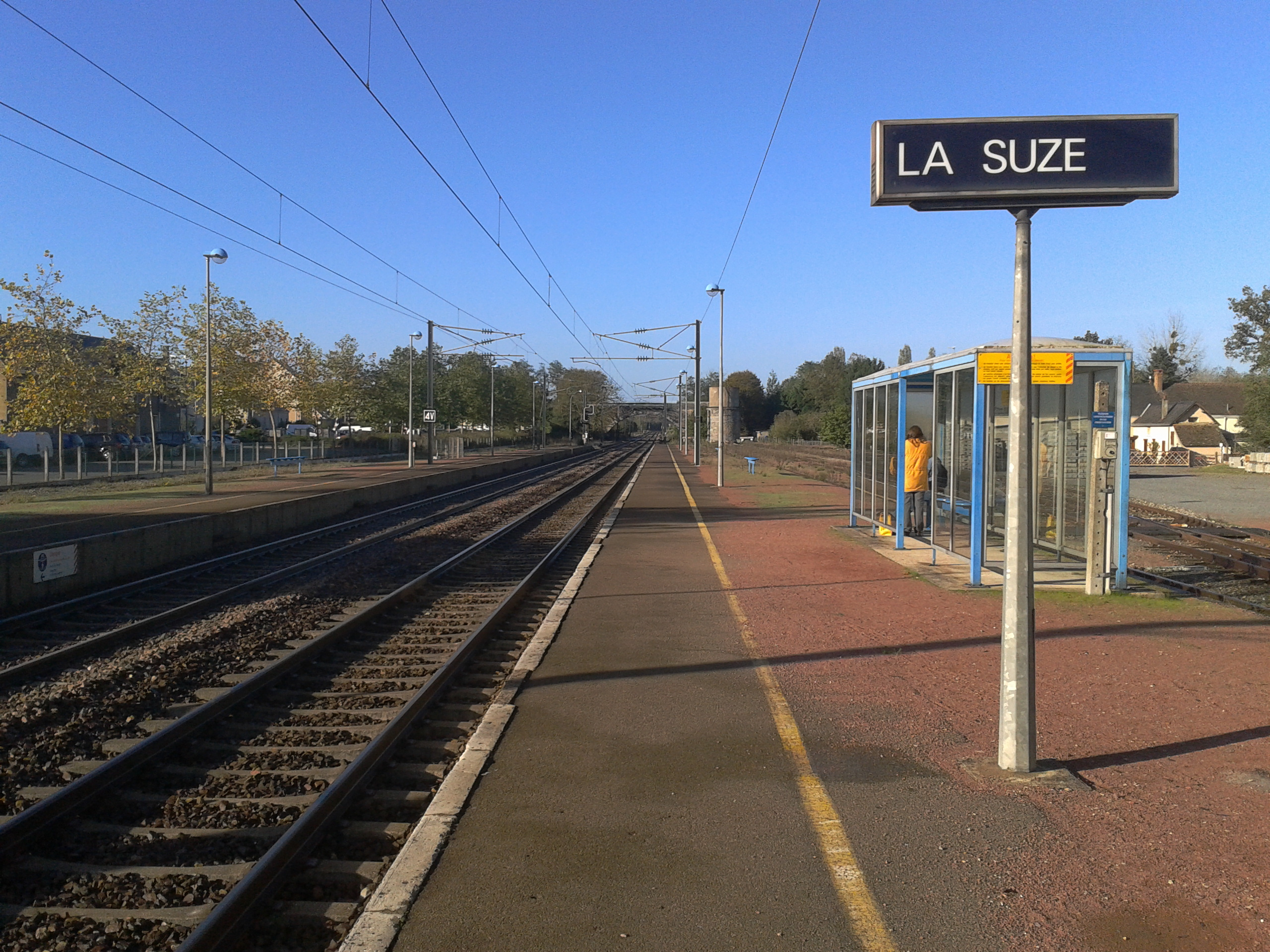
Vue en direction d'Angers.

Établie à 48 m d'altitude, la gare de La Suze est située au point kilométrique (PK) 229,411 de la ligne du Mans à Angers-Maître-École, entre les gares de Voivres et de Noyen.

## Histoire
La compagnie des chemins de fer de l'Ouest met en service la station de La Suze le 23 mars 1863 lors de l'ouverture du trafic sur la voie ferrée du Mans à Sablé.

## Service des voyageurs

### Accueil
Gare SNCF, Elle dispose d'un bâtiment voyageurs avec un guichet ouvert du lundi au vendredi. Elle est notamment équipée, d'automates pour l'achat des titres de transport, et d'un souterrain permettant le passage en sécurité d'un quai à l'autre.

### Desserte
La Suze est desservie par des trains TER Pays de la Loire circulant entre Le Mans et Angers-Saint-Laud.

### Intermodalité
Un parc pour les vélos et un parking pour les véhicules sont aménagés.